# Pseudorhipsalis
Pseudorhipsalis je rod kaktusa smješten u tribus Hylocereeae, dio potporodice Cactoideae. Postoji 6 vrsta raširenih u tropskoj Americi, od južnog Meksika, na jug do Perua i Bolivije.

## Vrste
1. Pseudorhipsalis acuminata Cufod.
2. Pseudorhipsalis alata (Sw.) Britton & Rose
3. Pseudorhipsalis amazonica (K.Schum.) Ralf Bauer
4. Pseudorhipsalis himantoclada (Rol.-Goss.) Britton & Rose
5. Pseudorhipsalis lankesteri (Kimnach) Barthlott
6. Pseudorhipsalis ramulosa (Salm-Dyck) Barthlott

## Sinonimi
- Kimnachia S.Arias & N.Korotkova
- Wittia K.Schum.
- Wittiocactus Rauschert